# Вольфович Олександр Григорович
Олександр Григорович Вольфович (нар. 28 червня 1967, Казань, Татарська АРСР, РРФСР, СРСР) — білоруський військовий і державний діяч, генерал-лейтенант (2021), Державний секретар Ради безпеки Республіки Білорусь з 26 січня 2021 року.

## Біографія
Народився в Казані в сім'ї підполковника Радянської армії. З 1984 року служив у Збройних силах СРСР, у 1988 році закінчив Московське вище загальновійськове командне училище, потім служив на різних командних посадах.
З 1993 року — начальник штабу навчального батальйону 114-го навчального мотострілецького полку 72-го гвардійського об'єднаного навчального центру підготовки молодших спеціалістів Збройних сил Республіки Білорусь.
У 1998 році закінчив Військову академію Республіки Білорусь, після чого був начальником штабу і командиром 361-ї бази охорони та обслуговування. У 2008 році закінчив Військову академію Генерального штабу Російської Федерації. Із 2008 року — командир 120-ї окремої гвардійської механізованої бригади, із 2014 року — начальник штабу Північно-Західного оперативного командування. У 2015—2018 роках — командувач Північно-Західного оперативного командування. У 2018—2020 роках — перший заступник начальника Генерального штабу Збройних сил Білорусі.
З 20 січня 2020 по 26 січня 2021 року — начальник Генерального штабу — перший заступник міністра оборони Республіки Білорусь. Із 26 січня 2021 року — державний секретар Ради безпеки Республіки Білорусь. У листопаді 2021 року був одним з організаторів штучної міграційної кризи на кордоні Білорусі з Польщею і Литвою. У лютому 2022 року був одним з організаторів російського вторгнення в Україну. З 2022 року перебуває під санкціями США список спеціально позначених громадян і заблокованих осіб), Євросоюзу, Австралії, Японії, Швейцарії, Канади, Нової Зеландії, Великобританії та України.

## Нагороди
- Орден «За службу Батьківщині» III ступеня (Білорусь)
- Медаль «За бездоганну службу» (Республіка Білорусь)
- Ювілейна медаль «80 років Збройних сил Республіки Білорусь» (Білорусь)
- Медаль «60 років перемоги у Великій вітчизняній війні 1941—1945 рр.» (Білорусь)
- Медаль «60 років визволення Республіки Білорусь від німецько-фашистських загарбників» (Білорусь)
- Медаль «70 років Збройних сил СРСР» (СРСР)